# シナグリ
シナグリ（支那栗、学名：Castanea mollissima）はブナ科クリ属の落葉高木。原産は中国大陸。
日本では主に甘栗（天津甘栗）の名前で知られている実を結ぶクリの一種。中国では板栗と称される種にあたる。ニホングリのように渋皮がタンニンによって食用部分に密着しないので、煎ったものを手や器具でむいて食べるのが容易である。

## 特徴
中国大陸を原産とする種にはヘンリーグリ（Castanea henryi ）、モンパーングリ（ドイツ語: Castanea seguinii）があるがシナグリと種が異なる。北アメリカ大陸で栽培されている。
朝鮮半島では北部の咸鏡道で栽培され中国産より比較的小振りで朝鮮栗と称される。
日本では高知県や岐阜県にて品種改良されたものが栽培されている。
ニホングリと同様、病害虫に強く、ヨーロッパやアメリカ大陸で同地原産の栗と掛け合わせることにより病害虫に強い栗をつくることもされている。

## 栽培品種
- 哲西栗 - 岡山県新見市哲西町で、昭和9年に神戸から天津栗を手に入れて日本栗に接木などをしながら土地に合うよう改良した品種で、天津栗より3倍も実が大きいにもかかわらず甘味が強い。
- 岡山1号 - 比較的大型の品種でシナグリの中では豊産である。果肉は鮮やかな濃黄色でニホングリと容易に区別できる[1]。
- 岡山3号 - 岡山1号より小柄で天津甘栗と同程度の大きさかやや小さい。果肉は濃黄色で、栗御飯など栗の形を生かした料理に向いている[1]。

## 甘栗

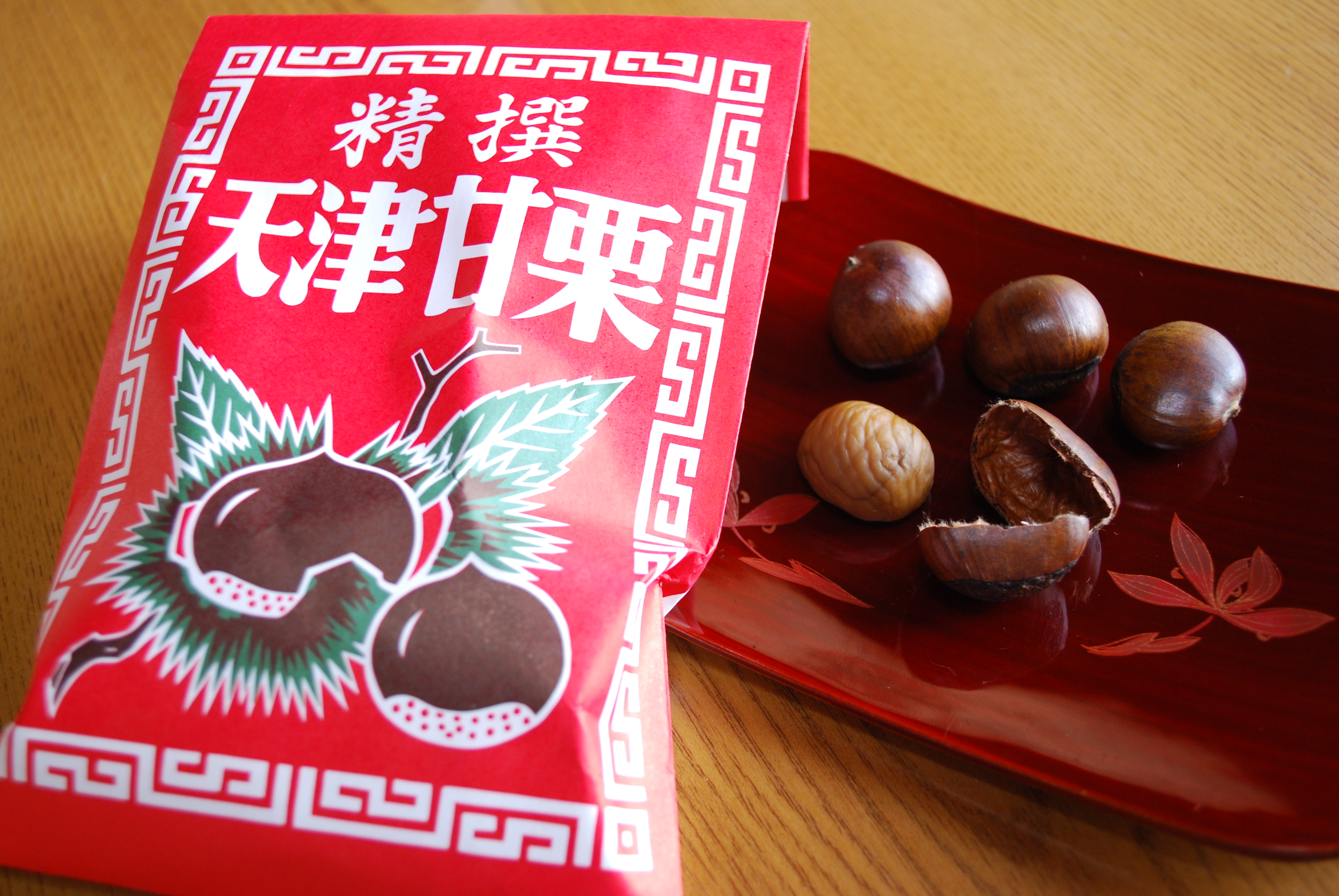
シナグリを使った天津甘栗

甘栗（あまぐり）、天津甘栗（てんしんあまぐり）は、栗を熱した小石の中で砂糖をかけながら煎ったものである。中国大陸では西暦13世紀ごろ麦芽糖に栗を混ぜて砂と一緒に釜で焼く「糖炒栗子」が存在し、麦芽糖によって栗の皮を甘くし、見映えをよくするという工夫がなされていた。これは、原理的には現在の甘栗とほぼ同じである。宋代に流行し、都の開封には名物として知られた焼栗屋があったことが『老学庵筆記』という書物に見えている。
中国大陸産のシナグリやその焼き栗は中国国内では北京が名産地として知られているが、天津港が伝統的な海外出荷拠点であったため、天津栗または天津甘栗、甘栗の名で日本に輸入されている。しかし、天津市以外からも輸入されるため、これら輸入物を中国栗と呼んでいる。なお、中国では「天津甘栗」とは言わず、「糖炒栗子」、「炒栗子」と呼ばれ、北京名物である。日本以外でも台湾では「天津糖炒栗子」等、「天津」の名を冠して一般的に売られている。